# بيز روسيغ
بيز روسيغ (بالإنجليزية: Piz Roseg)‏ هو أحد جبال سلسلة سلسلة بيرنينا ويقع في كانتون غراوبوندن في سويسرا. يحتل المرتبة رقم 29 في قائمة جبال سويسرا من حيث الارتفاع، إذ يبلغ ارتفاعه حوالي 3937 متر، بينما يبلغ ارتفاع نتوء الجبل 415 متر، هذا وقد سجل أول وصول لقمة الجبل عام 1865.